# Liste der Monuments historiques in Plouénan
Die Liste der Monuments historiques in Plouénan führt die Monuments historiques in der französischen Gemeinde Plouénan auf.

## Liste der Bauwerke
| Bezeichnung            | Beschreibung | Standort | Kennzeichnung | Schutzstatus | Datum | Bild           |
| ---------------------- | ------------ | -------- | ------------- | ------------ | ----- | -------------- |
| Calvaire Croas Ar Rest |              | (Lage)   | PA29000017    | Inscrit      | 1997  | weitere Bilder |

## Liste der Objekte
- Monuments historiques (Objekte) in Plouénan in der Base Palissy des französischen Kultusministeriums